# رود وودوپادنایا
رود وودوپادنایا (انگلیسی: Vodopadnaya) یک رودخانه در سرزمین پریمورسکی کشور روسیه است.